# Globus Travel Services
Die Globus Travel Services SA (auch Globus-Cosmos Gruppe) mit Sitz in Collina d’Oro im Kanton Tessin ist ein international tätiger Schweizer Reise- und Touristikkonzern. Die Unternehmensgruppe operiert mit ihren vier Marken Globus, Cosmos, Monograms sowie Avalon Waterways in unterschiedlichen Gebieten mit Urlaubszielen in rund 65 Ländern. Während die Marke Globus auf gehobenere Gruppenreisen in alle Kontinenten spezialisiert ist, bietet Cosmos kostengünstigere Pauschalreisen an. Monograms konzentriert sich auf Individualreisen und Avalon Waterways auf Kreuzfahrten. Die in dritter Generation geführte Globus Travel Services erwirtschaftete 2006 mit rund 5'000 Mitarbeitern einen Umsatz von 5,8 Milliarden Schweizer Franken.

## Geschichte
Das Unternehmen wurde 1928 durch den Tessiner Antonio Mantegazza gegründet. Dieser kaufte damals ein Ruderboot und beförderte damit Touristen auf dem Luganersee. Schnell kamen weitere Ruderboote dazu, die mit der Zeit durch Motorboote ergänzt oder ersetzt wurden. Später weitete Mantegazza seine Aktivitäten mit einem Taxi-Service auf den Landtransport aus. Der Durchbruch kam, als Mantegazza mit seiner Globus Viaggi die Rechte für den Personentransport auf einer beliebten Strecke im Tessin erhielt. Hierfür schaffte er einen Reisebus an, dem im Verlaufe der 1930er Jahre elf weitere hinzukamen. Damit brachte er insbesondere europäische Touristen rund um die Schweiz.
Nach Ende des Zweiten Weltkrieges baute Mantegazza mit der Übernahme von zwei konkurrierenden Busunternehmen seine Flotte auf 33 Reisebusse aus. In dieser Zeit lernte Mantegazza seinen zukünftigen Geschäftspartner Werner Albek kennen. Zusammen organisierten sie Gruppenreisen in beliebte Urlauberregionen in der Schweiz und Italien wie St. Moritz, Mailand, Venedig oder Rom. Der Kreis wurde in den 1950er Jahren schrittweise auf weitere Reiseziele an der französischen Riviera, in Skandinavien, Belgien, den Niederlanden und Grossbritannien ausgeweitet. Das Unternehmen bot nach dem Vorbild der Grand Tours insbesondere auch Luxus-Busreisen an. Diese bildeten die Basis für den Ende der 1950er Jahre erfolgten Eintritt in den US-amerikanischen Reisemarkt.
Mit seinem Sohn Sergio Mantegazza zur Seite ergänzte Antonio Mantegazza in den 1960er Jahren das Unternehmen mit der Marke Cosmos, die sich mit günstigen Europareisen an eine breite und kostenbewusste Kundschaft richtete. Der Erfolg dieses Geschäftskonzepts veranlasste das Unternehmen, seine Aktivitäten auf Flugreisen auszuweiten und Pauschalreisen an Ferienziele in Südeuropa anzubieten. 1967 gründeten die Söhne Sergio und Geo Mantegazza hierfür die Fluggesellschaft Monarch Airlines; infolge finanzieller Probleme wurde diese Globus-Tochter 2014 an die britische Investmentfirma Greybull Capital verkauft. In den 1980er Jahren weitete Globus seine Präsenz mit Standorten in Australien, Neuseeland und Kanada weiter aus. Parallel dazu wurden auch die Reiseangebote weltweit ausgeweitet.
2003 ergänzte das Unternehmen seine Geschäftsaktivitäten mit zwei weiteren Marken, Avalon Waterways und Monograms, die sich auf Kreuzfahrten und Individualreisen spezialisierten.